# Campionati europei di sollevamento pesi 1979
I Campionati europei di sollevamento pesi 1979, 60ª edizione della manifestazione, si svolsero a Varna dal 19 al 27 maggio 1979.

## Titoli in palio
| Categoria            | Eventi         | Atleti |
| -------------------- | -------------- | ------ |
| Pesi mosca           | Fino a 52 kg   | 10     |
| Pesi gallo           | Fino a 56 kg   | 15     |
| Pesi piuma           | Fino a 60 kg   | 17     |
| Pesi leggeri         | Fino a 67,5 kg | 13     |
| Pesi medi            | Fino a 75 kg   | 9      |
| Pesi massimi leggeri | Fino a 82,5 kg | 20     |
| Pesi mediomassimi    | Fino a 90 kg   | 17     |
| Pesi massimi primi   | Fino a 100 kg  | 16     |
| Pesi massimi         | Fino a 110 kg  | 14     |
| Pesi supermassimi    | Oltre i 110 kg | 9      |

## Nazioni partecipanti
Le nazioni che hanno partecipato ai campionati furono 24 per un totale di 140 atleti partecipanti. Tra parentesi i partecipanti per nazione.
- Albania (5)
- Austria (6)
- Belgio (2)
- Bulgaria (10)
- Cecoslovacchia (9)
- Danimarca (3)
- Finlandia (5)
- Francia (8)
- Germania Est (8)
- Germania Ovest (9)
- Grecia (5)
- Italia (4)
- Jugoslavia (1)
- Lussemburgo (1)
- Norvegia (2)
- Paesi Bassi (2)
- Polonia (10)
- Portogallo (1)
- Regno Unito (10)
- Romania (10)
- Spagna (5)
- Svezia (4)
- Ungheria (10)
- Unione Sovietica (9)

## Risultati
Vennero stabiliti sette record mondiali (ed europei): quattro nel totale dell'esercizio e tre nelle singole specialità.
| Evento  | Oro                | Oro      | Argento            | Argento  | Bronzo             | Bronzo   |
| 52 kg   | 52 kg              | 52 kg    | 52 kg              | 52 kg    | 52 kg              | 52 kg    |
| ------- | ------------------ | -------- | ------------------ | -------- | ------------------ | -------- |
| Strappo | Aleksandr Voronin  | 110,0 kg | Stefan Leletko     | 102,5 kg | Tadeusz Golik      | 100,0 kg |
| Slancio | Aleksandr Voronin  | 135,0 kg | Béla Oláh          | 132,5 kg | Stefan Leletko     | 130,0 kg |
| Totale  | Aleksandr Voronin  | 245,0 kg | Stefan Leletko     | 232,5 kg | Béla Oláh          | 232,5 kg |
| 56 kg   |                    |          |                    |          |                    |          |
| Strappo | Tadeusz Dembończyk | 115,0 kg | Anton Kodžabašev   | 115,0 kg | Leszek Skorupa     | 110,0 kg |
| Slancio | Anton Kodžabašev   | 147,5 kg | Tadeusz Dembończyk | 145,0 kg | Imre Stefanovics   | 142,5 kg |
| Totale  | Anton Kodžabašev   | 262,5 kg | Tadeusz Dembończyk | 260,0 kg | Imre Stefanovics   | 252,5 kg |
| 60 kg   |                    |          |                    |          |                    |          |
| Strappo | Nikolaj Kolesnikov | 127,5 kg | Georgi Todorov     | 125,0 kg | Marek Seweryn      | 122,5 kg |
| Slancio | Nikolaj Kolesnikov | 165,0 kg | László Száraz      | 152,5 kg | Marian Grigoras    | 150,0 kg |
| Totale  | Nikolaj Kolesnikov | 292,5 kg | Georgi Todorov     | 272,5 kg | Marian Grigoras    | 270,0 kg |
| 67,5 kg |                    |          |                    |          |                    |          |
| Strappo | Janko Rusev        | 145,0 kg | Joachim Kunz       | 140,0 kg | Günter Ambraß      | 137,5 kg |
| Slancio | Janko Rusev        | 177,5 kg | Günter Ambraß      | 175,0 kg | Joachim Kunz       | 175,0 kg |
| Totale  | Janko Rusev        | 322,5 kg | Joachim Kunz       | 315,0 kg | Günter Ambraß      | 312,5 kg |
| 75 kg   |                    |          |                    |          |                    |          |
| Strappo | Jordan Mitkov      | 155,0 kg | Nedelčo Kolev      | 150,0 kg | Peter Wenzel       | 150,0 kg |
| Slancio | Jordan Mitkov      | 190,0 kg | Nedelčo Kolev      | 187,5 kg | Dragomir Cioroslan | 185,0 kg |
| Totale  | Jordan Mitkov      | 345,0 kg | Nedelčo Kolev      | 337,5 kg | Peter Wenzel       | 332,5 kg |
| 82,5 kg |                    |          |                    |          |                    |          |
| Strappo | Blagoj Blagoev     | 172,5 kg | Paweł Rabczewski   | 155,0 kg | András Stark       | 150,0 kg |
| Slancio | Jurij Vardanjan    | 207,5 kg | Blagoj Blagoev     | 207,5 kg | Paweł Rabczewski   | 197,5 kg |
| Totale  | Blagoj Blagoev     | 380,0 kg | Paweł Rabczewski   | 352,5 kg | Dušan Poliačik     | 340,0 kg |
| 90 kg   |                    |          |                    |          |                    |          |
| Strappo | Péter Baczakó      | 165,0 kg | Valerij Šarij      | 165,0 kg | Ferenc Antalovics  | 160,0 kg |
| Slancio | Rolf Milser        | 222,5 kg | Péter Baczakó      | 205,0 kg | Valerij Šarij      | 205,0 kg |
| Totale  | Rolf Milser        | 382,5 kg | Péter Baczakó      | 370,0 kg | Valerij Šarij      | 370,0 kg |
| 100 kg  |                    |          |                    |          |                    |          |
| Strappo | David Rigert       | 180,0 kg | Pavel Syrčin       | 172,5 kg | Plamen Asparuhov   | 170,0 kg |
| Slancio | David Rigert       | 222,5 kg | Pavel Syrčin       | 220,0 kg | János Sólyomvári   | 205,0 kg |
| Totale  | David Rigert       | 402,5 kg | Pavel Syrčin       | 392,5 kg | Plamen Asparuhov   | 375,0 kg |
| 110 kg  |                    |          |                    |          |                    |          |
| Strappo | Pavel Khek         | 175,0 kg | Krasimir Drăndarov | 172,5 kg | Jurij Zajcev       | 172,5 kg |
| Slancio | Jurij Zajcev       | 227,5 kg | Krasimir Drăndarov | 217,5 kg | Peter Käks         | 215,0 kg |
| Totale  | Jurij Zajcev       | 400,0 kg | Krasimir Drăndarov | 390,0 kg | Peter Käks         | 385,0 kg |
| +110 kg |                    |          |                    |          |                    |          |
| Strappo | Sultan Rachmanov   | 195,0 kg | Gerd Bonk          | 185,0 kg | Rudolf Strejček    | 180,0 kg |
| Slancio | Jürgen Heuser      | 242,5 kg | Gerd Bonk          | 242,5 kg | Rudolf Strejček    | 210,0 kg |
| Totale  | Gerd Bonk          | 427,5 kg | Jürgen Heuser      | 422,5 kg | Rudolf Strejček    | 390,0 kg |

## Medagliere

### Grandi (totale)
Riferito al totale dell'esercizio: 8 nazioni sono entrate nel medagliere.
| Posiz. | Nazione          | Oro | Argento | Bronzo | Totale |
| ------ | ---------------- | --- | ------- | ------ | ------ |
| 1      | Bulgaria         | 4   | 3       | 1      | 8      |
| 2      | Unione Sovietica | 4   | 1       | 1      | 6      |
| 3      | Germania Est     | 1   | 2       | 3      | 6      |
| 4      | Germania Ovest   | 1   | 0       | 0      | 1      |
| 5      | Polonia          | 0   | 3       | 0      | 3      |
| 6      | Ungheria         | 0   | 1       | 2      | 3      |
| 7      | Cecoslovacchia   | 0   | 0       | 2      | 2      |
| 8      | Romania          | 0   | 0       | 1      | 1      |
| Totale | Totale           | 10  | 10      | 10     | 30     |

### Grandi (totale) e Piccole (Strappo e slancio)
Riferito al totale dell'esercizio e delle due specialità: 8 nazioni sono entrate nel medagliere. 
| Posiz. | Nazione          | Oro | Argento | Bronzo | Totale |
| ------ | ---------------- | --- | ------- | ------ | ------ |
| 1      | Unione Sovietica | 13  | 4       | 3      | 20     |
| 2      | Bulgaria         | 10  | 10      | 2      | 22     |
| 3      | Germania Est     | 2   | 6       | 7      | 15     |
| 4      | Germania Ovest   | 2   | 0       | 0      | 2      |
| 5      | Polonia          | 1   | 6       | 5      | 12     |
| 6      | Ungheria         | 1   | 4       | 6      | 11     |
| 7      | Cecoslovacchia   | 1   | 0       | 4      | 5      |
| 8      | Romania          | 0   | 0       | 3      | 3      |
| Totale | Totale           | 30  | 30      | 30     | 90     |